# Naturpark Augsburg-Westliche Wälder
Naturpark Augsburg-Westliche Wälder er en af over 90 Naturparker i Tyskland.
Den blev oprettet med en forordning i 1988 der udlagde et 1175 km² stort område vest for Augsburg til naturpark, med navnet „Naturpark Augsburg-Westliche Wälder“. Det er den eneste naturpark i den bayerske del af Schwaben, hovedsageligt beliggende i Landkreis Augsburg . Naturparken afgrænses mod nord af floden Donau, mod øst af områderne ved floderne Wertach og Schmutter og mod vest af floden Mindel. Mod syd når den ind i udkanten af Landkreis Unterallgäu, hvor ca. 10% af parkens område ligger.
Kendte landskaber i naturparken er Holzwinkel ved Welden, Reischenau ved Dinkelscherben Stauden i den sydlige del.
43% af naturparkens område er skovdækket , og man har beregnet at der er tilvækst af træ på en kubikmeter i minuttet.

## Seværdigheder
- Naturpark-Hus med en udstilling Natur und Mensch im Naturpark i Gessertshausen
- Stjerneobservatorium i Streitheim
- Keltenschanzen, middelalderlige vold- og borganlæg und Burgställe (z.B. die Haldenburg bei Schwabegg)
- Fuggerslottet Kirchheim, fra det 18. århundrede med „Cedersalen“, en af de flotteste renæssancesale i Europa.
- Cistercienserklosteret Oberschönenfeld fra det 18. århundrede.